# 회색들소
회색들소(Bos sauveli) 또는 코프레이(kouprey)는 캄보디아와 남베트남에 서식하는 동물이다. 정글속에 서식하였기 때문에 서식정보가 부족하며 시아누크 전 캄보디아국왕이 국가동물로 지정되었을 정도이다. 19세기 후반에 캄보디아에서 발견되었으며, 300마리도 안 남은 상태이다.